# Jagiellonia Białystok w sezonie 1967/1968

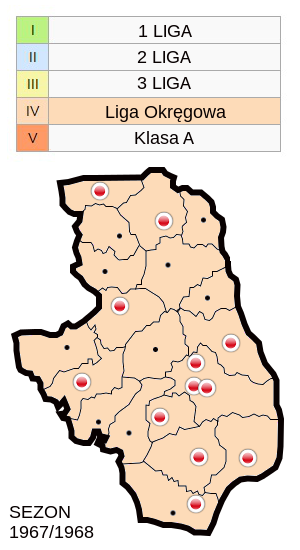
BOZPN - Zespoły występujące w Lidze Okręgowej w sezonie 1967/68

Jagiellonia Białystok przystąpiła do rozgrywek Ligi Okręgowej Białostockiego OZPN.

## IV poziom rozgrywkowy
Sezon 67/68 był bardzo podobny do poprzedniego, jednak rywalizacja była bardziej wyrównana. Jagiellonia grała w kratkę, kończąc rozgrywki na bezpiecznym 6 miejscu.

## Końcowa tabela Ligi Okręgowej - Białostocki OZPN
| Lp. | Drużyna                      | M  | Z  | R | P  | Bramki | Bramki | Różn. | Pkt. | Uwagi          |
| --- | ---------------------------- | -- | -- | - | -- | ------ | ------ | ----- | ---- | -------------- |
| 1   | Skra Czarna Białostocka      | 22 | 18 | 2 | 2  | 74     | 11     | +63   | 38   | Awans III liga |
| 2   | Sokół Sokółka                | 22 | 13 | 4 | 5  | 52     | 31     | +21   | 30   |                |
| 3   | Husar Nurzec                 | 22 | 11 | 7 | 4  | 45     | 21     | +24   | 29   |                |
| 4   | Wigry Suwałki                | 22 | 10 | 3 | 9  | 27     | 29     | -2    | 23   |                |
| 5   | Pogoń Łapy                   | 22 | 10 | 2 | 10 | 30     | 30     | 0     | 22   |                |
| 6   | Jagiellonia Białystok        | 22 | 8  | 4 | 10 | 38     | 52     | -14   | 20   |                |
| 7   | ŁKS Start Łomża (b)          | 22 | 7  | 4 | 11 | 33     | 38     | -5    | 18   |                |
| 8   | Warmia Grajewo (b)           | 22 | 6  | 6 | 10 | 25     | 31     | -6    | 18   |                |
| 9   | Społem (Tur) Bielsk Podlaski | 22 | 8  | 2 | 12 | 29     | 41     | -12   | 18   |                |
| 10  | Gwardia Białystok            | 22 | 8  | 2 | 12 | 31     | 45     | -14   | 18   |                |
| 11  | Puszcza Hajnówka             | 22 | 6  | 4 | 12 | 26     | 51     | -25   | 16   | Spadek kl.A    |
| 12  | Cresovia Gołdap (b)          | 22 | 6  | 2 | 14 | 24     | 54     | -30   | 14   | Spadek kl.A    |

## Skład
Strzemiński, Onoszko, Bujno, Grzegorz Szymański, Burak, Andrzej Radziwoński, Niemira, Sieniewicz, Jurgiel, Eugeniusz Guzowski, Leszek Frelek, Jabłoński, Wit Jankowski, Tadeusz Chańko, Cezary Szafranowski, Grygorczuk, Stankiewicz.

Przyszedł: Wit Jankowski (Czarni Olecko)

Odszedł: Marciniak (służba wojskowa)

## Mecze
| Mecze i wyniki | Mecze i wyniki             | Mecze i wyniki      | Mecze i wyniki | Mecze i wyniki | Mecze i wyniki          | Mecze i wyniki | Mecze i wyniki                                              | Poz w lidze. | Poz w lidze. | Poz w lidze. |
| Lp. | Data                       | Rozgrywki           | F.             | D/W            | Przeciwnik              | Wynik          | Strzelcy bramek                                             | M.           | P.           | Br.          |
| --- | -------------------------- | ------------------- | -------------- | -------------- | ----------------------- | -------------- | ----------------------------------------------------------- | ------------ | ------------ | ------------ |
| 1 | 2.07.1967 Waliły           | PP OKR - III rzut   | -              | W              | LZS Waliły              | 0:5            | b.d.                                                        | awans        | awans        | awans        |
| 2 | 9.07.1967 Sokółka          | PP OKR - IV rzut    | -              | W              | Sokół Sokółka           | 3:1            | b.d.                                                        | odpadnięcie  | odpadnięcie  | odpadnięcie  |
| 3 451 | 06.08.1967 Grajewo         | Liga Okr. - 1 kol.  | 1000           | W              | Warmia Grajewo          | 4:2            | Stankiewicz, Burak                                          | 10           | 0            | 2:4          |
| 4 452 | ?.08.1967 Białystok        | Liga Okr. - 2 kol.  | b.d.           | D              | Cresovia Gołdap         | 3:2            | b.d.                                                        | ?            | 2            | 5:6          |
| 5 453 | 27.08.1967 Łapy            | Liga Okr. - 3 kol.  | 1000           | W              | Pogoń Łapy              | 3:0            |                                                             | 9            | 2            | 5:9          |
| 6 454 | 03.09.1967 Białystok       | Liga Okr. - 4 kol.  | 100            | D              | Sokół Sokółka           | 0:6            |                                                             | 9            | 2            | 5:15         |
| 7 455 | 10.09.1967 Hajnówka        | Liga Okr. - 5 kol.  | b.d.           | W              | Puszcza Hajnówka        | 4:3            | b.d.                                                        | 11           | 2            | 8:19         |
| 8 456 | 17.09.1967 Białystok       | Liga Okr. - 6 kol.  | 400            | D              | Husar Nurzec            | 1:1            | Frelek 30'                                                  | 11           | 3            | 9:20         |
| 9 457 | 01.10.1967 Bielsk Podlaski | Liga Okr. - 7 kol.  | b.d.           | W              | Społem Bielsk Podlaski  | 0:1            | Jabłoński 44'                                               | 11           | 5            | 10:20        |
| 10 458 | 08.10.1967 Białystok       | Liga Okr. - 8 kol.  | 500            | D              | ŁKS Łomża               | 3:0            | Jabłoński (x2), Frelek                                      | 9            | 7            | 13:20        |
| 11 459 | 15.10.1967 Białystok       | Liga Okr. - 9 kol.  | 300            | W              | Gwardia Białystok       | 2:1            | Burak 74'(k)                                                | 10           | 7            | 14:22        |
| 12 460 | 22.10.1967 Białystok       | Liga Okr. - 10 kol. | 1000           | D              | Skra Czarna Białostocka | 2:2            | Frelek, Burak (k)                                           | 8            | 8            | 16:24        |
| 13 461 | 29.10.1967 Suwałki         | Liga Okr. - 11 kol. | b.d.           | W              | Wigry Suwałki           | 3:0            |                                                             | 10           | 8            | 16:27        |
| 14 462 | 07.04.1968 Białystok       | Liga Okr. - 12 kol. | b.d.           | D              | Warmia Grajewo          | 1:1            | Frelek 35'                                                  | 8            | 9            | 17:28        |
| 15 463 | 22.04.1968 Gołdap          | Liga Okr. - 13 kol. | b.d.           | W              | Cresovia Gołdap         | 2:3            | b.d.                                                        | 8            | 11           | 20:30        |
| 16 464 | 28.04.1968 Białystok       | Liga Okr. - 14 kol. | b.d.           | D              | Pogoń Łapy              | 2:2            | b.d.                                                        | 8            | 12           | 22:32        |
| 17 465 | 05.05.1968 Sokółka         | Liga Okr. - 15 kol. | 1000           | W              | Sokół Sokółka           | 3:1            | Szafranowski 56'                                            | 9            | 12           | 23:35        |
| 18 466 | 12.05.1968 Białystok       | Liga Okr. - 16 kol. | b.d.           | D              | Puszcza Hajnówka        | 6:2            | Frelek (x2), Stankiewicz, Jabłoński Szafranowski, (samobój) | 8            | 14           | 29:37        |
| 19 467 | 19.05.1968 Nurzec          | Liga Okr. - 17 kol. | b.d.           | W              | Husar Nurzec            | 3:1            | (Bonifatik)?                                                | 8            | 14           | 30:40        |
| 20 468 | 26.05.1968 Białystok       | Liga Okr. - 18 kol. | 100            | D              | Społem Bielsk Podlaski  | 0:2            |                                                             | 8            | 14           | 30:42        |
| 21 469 | 02.06.1968 Łomża           | Liga Okr. - 19 kol. | b.d.           | W              | ŁKS Łomża               | 1:2            | Frelek 27', Grygorczuk 87'                                  | 9            | 16           | 32:43        |
| 22 470 | 13.06.1968 Białystok       | Liga Okr. - 20 kol. | b.d.           | D              | Gwardia Białystok       | 3:2            | Szafranowski (x2), Frelek                                   | 9            | 18           | 35:45        |
| 23 471 | 16.06.1968 Czarna Biał.    | Liga Okr. - 21 kol. | b.d.           | W              | Skra Czarna Białostocka | 7:1            | Jabłoński                                                   | 9            | 18           | 36:52        |
| 24 472 | 30.06.1968 Białystok       | Liga Okr. - 22 kol. | b.d.           | D              | Wigry Suwałki           | 2:0            | b.d.                                                        | 6            | 20           | 38:52        |
| - rozgrywki ligowe, - rozgrywki pucharu polski, - rozgrywki pucharu ligi, - rozgrywki ligi europejskiej, - mecze barażowe lub eliminacyjne, - inne. Liczba meczów w sezonie:1 2 (wszystkie mecze na najwyższym poziomie rozgrywkowym)3 (wszystkie mecze w rozgrywkach ligowych bez baraży) , Puchar Polski: 2 (mecze Pucharu Polski na szczeblu centralnym)3 (wszystkie mecze w Pucharze Polski) |                            |                     |                |                |                         |                |                                                             |              |              |              |